# 本郷ふじやま公園
本郷ふじやま公園（ほんごうふじやまこうえん）は、神奈川県横浜市栄区鍛冶ケ谷にある都市公園（地区公園）。園内には古民家「旧小岩井家住宅」や弓道場がある。

## 概要
㹨川の谷底低地に面し、住宅街の中に取り残された小高い里山全体が公園である。
- 所在地:神奈川県横浜市栄区鍛冶ケ谷1-20
- 主な施設
  - 古民家ゾーン　開館　9:00 - 17:00（原則として水曜日・年末年始休館）
  - 弓道場　開場　9:00 - 18:00（原則として第4月曜日・年末年始休場）

## 旧小岩井家住宅
元は旧鍛冶ケ谷村にあった茅葺屋根の民家で、園内の古民家ゾーンに移築された。2002年（平成14年）に横浜市有形文化財に指定されている。建築年代は、解体調査により、1847年（弘化4年）と確認された。3間続きの座敷があり、広間・仏間・納戸の上部は厨子二階（屋根裏部屋）となっている。裏手の内蔵は、主屋解体以前にはすでに老朽化で失われていたが、家相図をもとに再現された。長屋門は、移築前は銅板葺であったが、痕跡調査により茅葺に復元された。

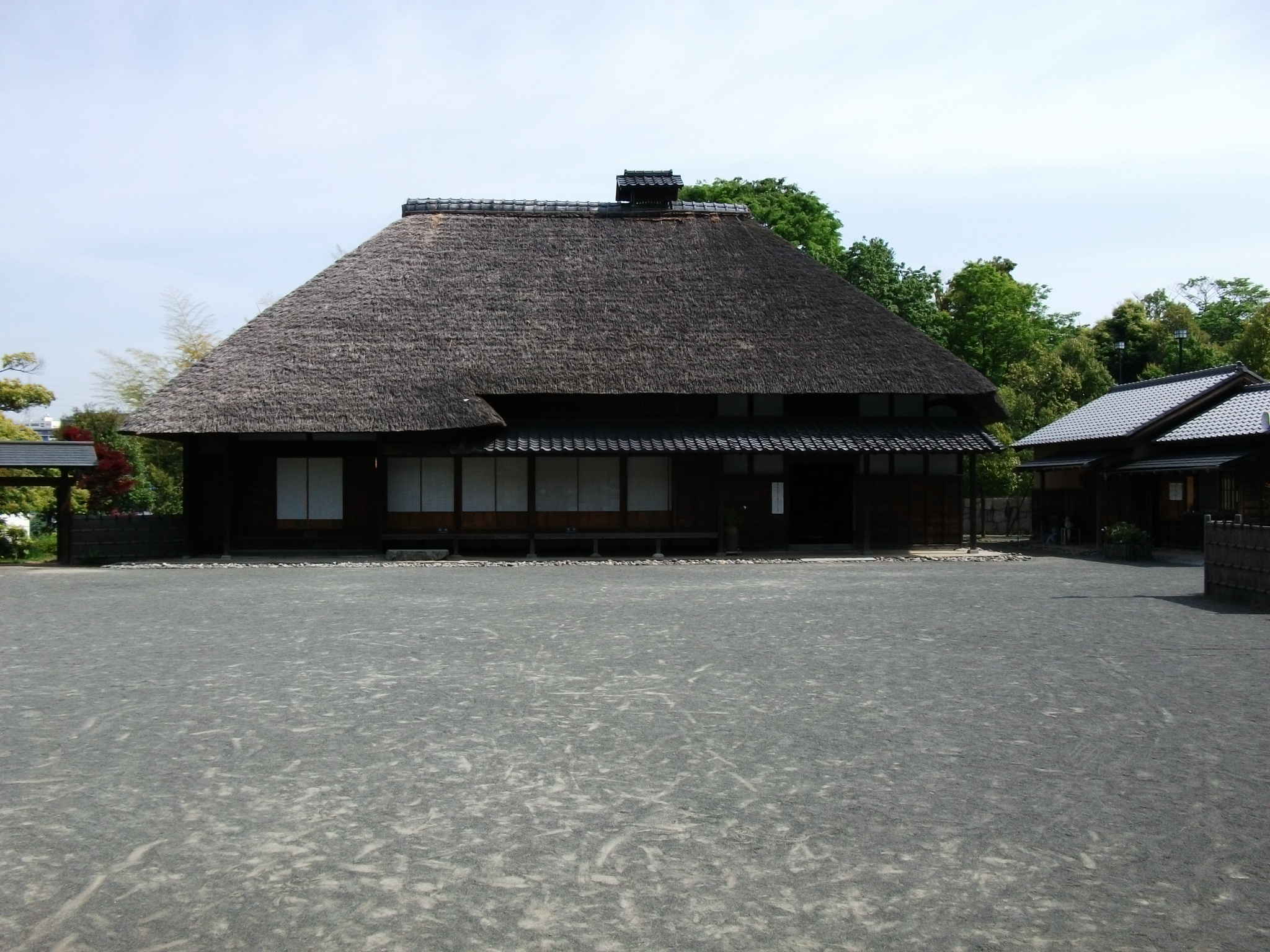
旧小岩井家母屋